# Конт-Спонвиль, Андре
Андре Конт-Спонвиль (фр. André Comte-Sponville; род. 12 марта 1952) — французский философ, придерживающийся взглядов материализма и атеизма.
Родился 12 марта 1952 года в Париже. Учился в Высшей нормальной школе, где в 1983 году защитил докторскую степень по философии.
До 18 лет был пылким христианином, затем стал атеистом и материалистом. Активно участвовал в событиях мая 1968 года. Преподавал философию в лицее и в Сорбонне, затем решил посвятить себя написанию книг и чтению публичных лекций. Его книги переведены на 24 языка. Член Национального консультативного совета Франции по этике. Глубокий знаток восточной философии, он регулярно занимается медитацией дзен.
До 1998 года являлся доцентом Университета Парижа, после чего посвятил себя книгам и лекциям.
Основное отличие его философии от традиционного материализма и атеизма состоит в том, что он отстаивает светскую духовность, чему он посвятил книгу L'Esprit de l'athéisme, опубликованную в 2006 году.

### На французском языке
- Traité du désespoir et de la béatitude (2 тома, 1984-1988)
- Une éducation philosophique (1989)
- L'amour la solitude (1992)
- Valeur et Vérité (Études cyniques) (1995),
- Impromptus (1996)
- La sagesse des Modernes
- L'être temps (1999)
- Présentation de la philosophie (2000)
- Le Bonheur, désespérément (2000)
- Le capitalisme est-il moral? (2004)
- L'Esprit de l'athéisme (2006)
- Le miel et l'absinthe : Poésie et philosophie chez Lucrèce (2008)
- Le tragique de la décision médicale : La mort d'un enfant ou la naissance de l'absurde (2008)

### На русском языке
- Конт-Спонвиль, Андре. Философский словарь = Dictionnaire philosophique (фр.) / Пер. с фр. Е. В. Головиной (Издание осуществлено с помощью Министерства культуры Франции (Национального центра книги)). — Москва: ООО «Издательство «Этерна», 2012. — 752 p. — ISBN 978-5-480-00288-1.
- Конт-Спонвиль, Андре. Малый трактат о великих добродетелях, или Как пользоваться философией в повседневной жизни = Petit Traité des grandes vertus (фр.) / Пер. с фр. Е. В. Головиной (Издание осуществлено с помощью Министерства культуры Франции (Национального центра книги)). — Москва: ООО «Издательство «Этерна», 2012. — 400 p. — ISBN 978-5-480-00290-4.